# O Termômetro Mais Alto do Mundo
O Termômetro Mais Alto do Mundo é um marco em Baker, Califórnia, Estados Unidos. É um letreiro elétrico de aço que comemora o recorde climático de 57 °C (134 °F) registrado no Vale da Morte, nas proximidades, em 10 de julho de 1913.
O letreiro pesa 34.841 kg (76.812 libras) e é sustentado por 96 m3 (125 jardas cúbicas) de concreto. Tem 41 m (134 pés) de altura e é capaz de exibir uma temperatura máxima de 57 °C (134 °F), sendo que ambos são uma referência ao registro de temperatura.

## Histórico
Foi construído em 1991 pela Young Electric Sign Company de Salt Lake City, Utah para Willis Herron, um empresário de Baker que gastou US$ 700.000 para construir o termômetro ao lado de seu restaurante Bun Boy. Sua altura - 134 pés - foi em homenagem ao recorde de temperatura de 134 graus estabelecido no vizinho Death Valley em 10 de julho de 1913.
Pouco depois de sua construção, ventos de 70 mph quebraram o termômetro ao meio, e ele foi reconstruído. Dois anos mais tarde, fortes rajadas de vento fizeram o termômetro balançar tanto que as lâmpadas se soltaram. O concreto foi então derramado dentro do núcleo de aço para reforçar o monumento.
Herron vendeu a atração e o restaurante para outro empresário local, Larry Dabour, que o vendeu em 2005. Em setembro de 2012, o proprietário na época, Matt Pike, disse que a conta de energia para sua operação havia chegado a US$ 8.000 por mês e que ele a desligou devido à economia ruim. Em 2013, o termômetro e a loja de presentes vazia que o acompanhava foram listados para venda. A família de Willis Herron (que faleceu em 2007) recuperou a propriedade em 2014 e declarou sua intenção de torná-la operacional novamente. O reacendimento oficial ocorreu em 10 de julho de 2014.
Em dezembro de 2016, a EVgo anunciou a construção da primeira estação de carga rápida dos EUA para veículos elétricos de até 350 kW. A estação está localizada na área de estacionamento traseira, atrás do termômetro, visível para os viajantes na Interstate 15.